# Lista chorążych reprezentacji Mauretanii na igrzyskach olimpijskich
Lista chorążych reprezentacji Mauretanii na igrzyskach olimpijskich – lista zawodników i zawodniczek reprezentacji Mauretanii, którzy podczas ceremonii otwarcia nowożytnych igrzysk olimpijskich nieśli flagę Mauretanii.

## Chronologiczna lista chorążych
| Lp. | Rok i miejsce     | Chorąży                  | Dyscyplina    |
| --- | ----------------- | ------------------------ | ------------- |
| 1   | 1984, Los Angeles | Oumar Samba Sy           | Zapasy        |
| 2   | 1988, Seul        | Oumar Samba Sy           | Zapasy        |
| 3   | 1992, Barcelona   | b.d.                     |               |
| 4   | 1996, Atlanta     | Noureddine Ould Ménira   | Lekkoatletyka |
| 5   | 2000, Sydney      | Sidi Mohamed Ould Bidjel | Lekkoatletyka |
| 6   | 2004, Ateny       | Youba Ould H'Meïde       | Lekkoatletyka |
| 7   | 2008, Pekin       | Souleymane Ould Chebal   | Lekkoatletyka |
| 8   | 2012, Londyn      | Jidou El Moctar          | Lekkoatletyka |
| 9   | 2016, Rio         | Jidou El Moctar          | Lekkoatletyka |
| 10  | 2020, Tokio       | Abidine Abidine          | Lekkoatletyka |
| 10  | 2020, Tokio       | Houlèye Ba               | Lekkoatletyka |